# Хорова капела хлопчиків та юнаків «Дзвіночок»
Хорова капела хлопчиків та юнаків «Дзвіночок» — народний художній колектив Київського Палацу дітей та юнацтва
«Дзвіночок» — це велика хорова школа, заснована в 1967. В капелі працюють вісім педагогів. Діють навчальні групи та концертний хор.
В капелі займаються понад 200 хлопчиків та юнаків і ще близько 30 чоловіків — вихованців хору.
«Дзвіночок» виступав у найкращих концертних залах Києва, міст України, Росії, Чехії, Литви, Словаччини, Німеччини, Польщі, Болгарії, Австрії, Італії, Нідерландів, Бельгії, КНР
З 1996 року «Дзвіночок» є членом міжнародної хорової організації «Pueri Cantores» (м. Зальцбург)
Колектив співпрацює з відомими митцями, провідними виконавцями України.

## Репертуар
Репертуар капели складають:
- твори вітчизняної та світової класики,
- твори духовної музики,
- обробки українських та грузинських народних пісень,
- спірічуелси та твори сучасних композиторів.

## Художні керівники
- 1966 - 1983 Виноградова Елеонора Олексіївна
- 1982 - 1988 Зайцева Аїда Набіївна
- 1988 - 1994 Радик Дмитро Васильович
- 1994 - 2001 Волкова Олена Олександрівна
- 2001 - н.ч. Толмачов Рубен Владиславович